# Die Pyramide des Sonnengottes (Film)
Die Pyramide des Sonnengottes ist ein Abenteuerfilm aus dem Jahr 1965. Die Produktion aus der Reihe der deutschen Karl-May-Filme entstand unter der Regie von Robert Siodmak. In den Hauptrollen sind Lex Barker und Gérard Barray zu sehen.

## Handlung
Der Azteke Flathouani und sein Mündel, die Aztekenprinzessin Karja, finden den bewusstlosen Arzt Dr. Sternau vor dem Eingang ihrer Schatzhöhle. Sternau war im Kampf gegen den Banditen Verdoja einen Bergabhang hinuntergefallen. Karja pflegt Sternaus Wunden. In klaren Momenten kann er den Schatz der Azteken in der Höhle erkennen. Sternaus Freunde Andreas Hasenpfeffer, Leutnant Potoca und Frank Wilson sind auf der Suche nach ihm und können ihn aus den Händen der Indianer befreien. Sie bringen ihn zur Hazienda del Erina.
Hauptmann Verdoja bietet indessen dem Marschall Bazaine seine Hilfe im Kampf gegen die mexikanischen Rebellen an. Verdoja begegnet im Vorzimmer des Marschalls der intriganten Josefa, die immer noch die Heirat ihres Geliebten, des Grafen Rodriganda, mit der Indianerin Karja erreichen will, um so an den Schatz der Azteken zu kommen. Diese Heirat kann zwar von Frank Wilson und Andreas Hasenpfeffer verhindert werden, aber es gelingt dem Liebe heuchelnden Grafen, Karja den Lageort des Schatzes zu entlocken.
Verdoja unternimmt den Versuch, die Hazienda zu überfallen. Seine Leute werden jedoch in die Flucht geschlagen und er selbst gefangen genommen. Mit Hilfe von Josefa gelingt ihm die Flucht. Kurz darauf wird die Hazienda erneut überfallen. Dieses Mal werden Hasenpfeffer, Wilson und auch Dr. Sternau gefangen und in die Pyramide des Sonnengottes verschleppt. Hier soll ihnen mit der Folter das Geheimnis um den Aztekenschatz entrissen werden, auf dessen Fährte sich Graf Rodriganda allerdings schon längst befindet. Wilson gelingt es, Verdoja in einem Handgemenge in ein Feuer zu stoßen. Dabei verletzt sich dieser die Augen. Gezwungen behandelt Dr. Sternau den Verletzten und kann dabei eine Gelegenheit nutzen, um zu entfliehen. Zurückgekehrt mit Helfern von der Hazienda, gelingt es ihm, die Gefangenen zu befreien.
Hauptmann Verdoja hat sich inzwischen der gefährlich werdenden Josefa entledigt und reitet mit seiner Truppe zu der Höhle des Aztekenschatzes, wo Graf Rodriganda inzwischen von Flathouani getötet wurde, nachdem dieser Karja erschossen hat. Als die Banditen in die Höhle eindringen, verfallen sie dem Goldrausch. Flathouani bedient einen geheimen Mechanismus, durch den Lava in die Höhle fließt und Banditen und Gold begräbt.

## Produktion
Die Dreharbeiten zu Der Schatz der Azteken und Die Pyramide des Sonnengottes fanden einheitlich vom 31. August 1964 bis zum 17. Dezember 1964 in Jugoslawien statt.
Das Innere der Sonnenpyramide war im Avala-Studio in Belgrad erbaut worden. Wegen schlechten Wetters mussten im Studio auch zahlreiche außen spielende Szenen in einer künstlichen Außenlandschaft gedreht werden. Die für die Schlussszene ursprünglich vorgesehene Lavastraße erwies sich als Fehlkonstruktion, so dass nur anhand eines Modells mit flüssiger Lavapräparierung gearbeitet werden konnte.
Die Uraufführung erfolgte am 17. April 1965. Der Film lief ohne festliche Premiere in den deutschen Kinos an.
Der Schatz der Azteken und Die Pyramide des Sonnengottes liefen nur in den deutschsprachigen Ländern und in der Tschechoslowakei getrennt, andernorts gab es lediglich eine einteilige Fassung zu sehen.

## Synchronisation
Für die Synchronarbeit war Alexander Welbat verantwortlich. Ralf Wolter und Hans Nielsen sind mir ihren eigenen Stimmen zu hören.
| Rolle             | Darsteller           | Synchronsprecher      |
| ----------------- | -------------------- | --------------------- |
| Dr. Karl Sternau  | Lex Barker           | Gert Günther Hoffmann |
| Graf Alfonso      | Gérard Barray        | Lothar Blumhagen      |
| Josefa Cortejo    | Michèle Girardon     | Eva Katharina Schultz |
| Rosita Arbellez   | Alessandra Panaro    | Marianne Lutz         |
| Lazaro Verdoja    | Rik Battaglia        | Rainer Brandt         |
| Karja             | Teresa Lorca         | Claudia Brodzinska    |
| Teniente Potoca   | Gustavo Rojo         | Michael Chevalier     |
| Frank Wilson      | Kelo Henderson       | Arnold Marquis        |
| Marschall Bazaine | Jean-Roger Caussimon | Siegfried Schürenberg |
| Flathouani        | Mirko Kujačić        | Friedrich von Ledebur |
| Pablo Cortejo     | Antun Nalis          | Robert Klupp          |
| Schwarzer Hirsch  | Mavid Popović        | Alexander Welbat      |

## Kritiken
Die zeitgenössischen Rezensionen waren größtenteils negativ. Besonders die Regie wurde hart kritisiert.

„Robert Siodmak begab sich in Karl Mays Reich der Azteken, um einen Goldschatz zu heben und womöglich einen echten Kinoknüller heimzubringen. Allerdings – alle guten Geister verließen ihn, er verlor völlig die Übersicht über die Handlung und brachte es sogar fertig, seinen Star Lex Barker zu einer Statistenrolle zu degradieren.“

„Schlecht geschnitten (offensichtlich aus Restbeständen des vorausgegangenen Films), langweilig photographiert, kraftlos inszeniert, mit unvorstellbar naiven Kasperltheater-Dialogen und ebenso stümperhaften ‚Natur‘-Aufnahmen aus Brauners Ateliers durchsetzt, ist der Film ein trauriges Beispiel mangelhafter bundesdeutscher Technik und Produktionsmethoden. Ein schauspielerisches Talent aber ist zu entdecken: Michèle Girardon in der Rolle der dirnenhaften Verräterin; jeder ihrer Auftritte ist ein Lichtblick in diesem sonst eher düsteren Pseudo-Spektakel.“

„Der frühere Realist (‚Menschen am Sonntag‘) und spätere Traumfabrikant (‚Der Schut‘) Robert Siodmak inszenierte den Film, als wäre er bereits im Fernseh-Nachmittagsprogramm eingeplant: für die Kinderstunde.“

„Nach dem ausgezeichneten ersten Teil fällt die Fortsetzung DIE PYRAMIDE DES SONNENGOTTES etwas ab. Die Dialoge sind oft papieren, und die Musik wiederholt die Themen des ersten Teils in allzu gleichförmigen Variationen. Ausgeglichen aber werden diese Schwächen durch herrliche Naturaufnahmen von ‚Europas Wildem Westen‘ Jugoslawien und den phantastischen Bauten […], von denen man zuerst annimmt, sie seien an Ort und Stelle, nämlich in Mexiko, aufgenommen worden.“

„Karl May rotiert im Grabe – und das Vergnügen ist dennoch allgemein.“

„[…] schwache Karl-May-Verfilmung. (Wertung: mäßig)“

„DIE PYRAMIDE DES SONNENGOTTES ist reinste Kolportage im Kino – darin kommt der Film Karl Mays Heftchenroman gleich. […] Für Liebhaber von Grabkammern, Folterinstrumenten und düsteren Pyramidengrüften dagegen ein Genuß.“

„Ein spannungsarmer Film, gefertigt nach den gängigen Mustern zwischen Aktion und bemühter Komik, in einigen Details überraschend roh und auch allzu gedankenlos-platt.“